# 罗恩-托本·霍夫曼
罗恩-托本·霍夫曼（德語：Ron-Thorben Hoffmann，1999年4月4日—）是一位德国足球运动员，現時被德國足球乙級聯賽球隊沙爾克04外借至布倫瑞克，于场上司职守门员。

## 足球生涯

### 俱乐部
霍夫曼是在其家乡俱乐部汉莎罗斯托克的青训营开始足球生涯。从2009年至2013年间，他又为柏林赫塔效力，然后转投RB莱比锡的青年队。两年后，至2015-16赛季初，霍夫曼被拜仁慕尼黑青年队签入。在拜仁的首个赛季，他共代表U17梯队上阵15场，其中4场力保球门不失。对于U19梯队，他则出场了10次，并在对阵卡尔斯鲁厄青年队的比赛中首次扑出点球。
2018年5月，霍夫曼与拜仁签署了一份期至2021年6月30日止的职业合同。同年10月10日，霍夫曼首次代表拜仁慕尼黑二队亮相德国第四级联赛，于客场2比0战胜沙尔丁-海宁的巴伐利亚地区联赛中登场。随着拜仁二队升入2019-20赛季德丙联赛，霍夫曼得以在2019年7月30日主场以1比2不敌汉莎罗斯托克的比赛中完成自己的职业赛事首秀。
2021年8月31日，霍夫曼与拜仁延長了合同至2023年6月30日，隨即外借桑德兰。
2022年6月15日，拜仁慕尼黑宣布霍夫曼離開球隊加入布倫瑞克，据报道轉會费用为300,000欧元。

### 国青队
2016年11月13日，时值17岁的霍夫曼被时任德国U18的主教练迈克尔·舍恩魏茨召入阵中，并在对阵爱尔兰U18的友谊赛中于第46分钟替换尼克拉斯·蒂德登场，完成国青队首秀。

## 榮譽
拜仁慕尼黑
- 國際足總俱樂部世界盃 冠軍：2020年